# Taekwondo-Begriffe
Im Sprachraum der koreanischen Kampfsportart Taekwondo werden für die verschiedenen Techniken, Disziplinen, Körperteile usw. zum Teil unterschiedliche Begriffe verwendet. Dies liegt einerseits an den chinesischen Einflüssen in der koreanischen Sprache, andererseits aber auch an der unterschiedlichen Philosophie bzw. Politik der Taekwondo-Weltverbände. Da es außerdem keine einheitliche, genormte Übersetzung der Taekwondo-Begriffe ins Deutsche gibt, wurden im Laufe der Zeit aus den koreanischen Begriffen der Lautsprache entsprechende Wörter gebildet, so dass für einen Begriff oft mehrere Schreibweisen existieren (z. B. für „Beginn der Übung“: Schisuck, Schisack, Jisuck, Shee Jahk, Sijak).
In diesem Artikel ist neben dem (in der Regel einheitlichen) deutschen Begriff die koreanische Schreibweise gem. der revidierten Romanisierung genannt, darüber hinaus die Schreibweise in Hangeul und Hanja. Außerdem werden die einzelnen Begriffe, sofern erforderlich, kurz und in Stichworten/Schlagworten erläutert.
Im Taekwondo werden alle vier Gliedmaßen des Körpers zur Abwehr und zum Angriff eingesetzt. Dabei unterscheidet man zwischen (Abwehr-)Blöcken (Makgi), Fußtritten (Chagi), Fauststößen (Jireugi), Fingerstichen (Tulki) und Schlägen (Taerigi).
Im Folgenden finden sich, nach Sinngruppen geordnet, die wichtigsten Taekwondo-Begriffe.

## Disziplinen
| Deutsch             | Hangeul             | Hanja       | Romanisiert                            | Erläuterung |
| ------------------- | ------------------- | ----------- | -------------------------------------- | --- |
| Formenlauf          | 형, 품새 (태극), 틀 | 形/型, 太極 | hyeong, pumsae (taegeuk, palgwe), teul | Schattenkampf gegen imaginäre Gegner; je nach Verband andere Benennung/unterschiedliche Techniken und Abläufe   |
| Grundschule         | 기본 연습           | 基本 鍊習   | gibon yeonseup                         | Einzelne Techniken werden mehrfach hintereinander ausgeführt                                                    |
| Gymnastik           | 체조                |             | chejo                                  | Kraft-, Konditions- und Dehnungsübungen                                                                         |
| Theorie             | 이론                | 理論        | iron                                   | Grundsätze des Taekwondo, Geschichte, gesetzliche Grundlagen usw.                                               |
| Selbstverteidigung  | 호신술              | 護身술      | hosinsul                               | Konter- und Hebeltechniken im Stehen und Liegen                                                                 |
| Bruchtest           | 격파                | 擊破        | gyeokpa                                | Beweisen der Wirksamkeit der erlernten Techniken: Zerschlagen von Brettern, Kokosnüssen, Steinen usw.           |
| Einschrittkampf     | 일보 대련           |             | ilbo daeryeon                          | Der Abwehrende blockt eine Angriffstechnik des Angreifers und kontert mit Gegenangriff                          |
| Zweischrittkampf    | 이보 대련           |             | ibo daeryeon                           | Der Abwehrende blockt zwei Angriffstechniken des Angreifers im Rückwärtsgehen und kontert dann mit Gegenangriff |
| Dreischrittkampf    | 삼보 대련           |             | sambo daeryeon                         | Der Abwehrende blockt drei Angriffstechniken des Angreifers im Rückwärtsgehen und kontert dann mit Gegenangriff |
| Freier (Wett-)Kampf | 자유대련, 겨루기    |             | jayu daeryeon, gyeorugi                | Vollkontakt, Semikontakt oder Leichtkontakt                                                                     |

## Allgemeine Begriffe
| Deutsch                   | Hangeul  | Hanja  | Romanisiert               | Erläuterung                                                           |
| ------------------------- | -------- | ------ | ------------------------- | --------------------------------------------------------------------- |
| Großmeister               | 사범(님) | 師範任 | sabeom(nim)               | abhängig vom Verband / Stil ab 4./5./6. Dan                           |
| Meister                   | 교사(님) | 敎師任 | gyosa(nim)                | abhängig vom Verband / Stil teilweise ab 1. Dan / teilweise ab 4. Dan |
| Fortgeschrittener Schüler | 선배(님) | 先輩任 | seonbae(nim)              |                                                                       |
| Meistergrad               | 단       |        | dan                       |                                                                       |
| Schülergrad               | 급       |        | Kup                       |                                                                       |
| Trainingsraum             | 도장     | 道場   | dojang                    |                                                                       |
| Taekwondo-Anzug           | 도복     | 道服   | dobok                     |                                                                       |
| Jacke                     | 상의     | 上衣   | sang-ui                   |                                                                       |
| Hose                      | 하의     | 下衣   | ha-ui                     |                                                                       |
| Gürtel                    | 띠       |        | tti                       |                                                                       |
| Kampfschrei               | 기합     | 氣合   | gihap (gesprochen: kihab) | gi = Kraft, hap = Konzentration                                       |

## Kommandos

### Allgemeine Kommandos
| Deutsch                    | Hangeul        | Hanja         | Romanisiert      | Erläuterung                                                     |
| -------------------------- | -------------- | ------------- | ---------------- | --------------------------------------------------------------- |
| Vorbereiten                | 준비           | 準備          | junbi            | sich auf die nächste Übung vorbereiten                          |
| Achtung                    | 차렷           |               | cha-ryeot        | Achtung-Stellung einnehmen, schweigen, zuhören                  |
| Grüßen, verbeugen          | 경례           | 敬禮          | gyeong-nye       |                                                                 |
| Zu den Landesflaggen       | 국기에 대하여  | 國旗에 對하여 | gukki-e daehayeo | Grüßen und verbeugen in Richtung der koreanischen Landesflaggen |
| Start                      | 시작           | 始作          | sijak            | Beginn der Übung                                                |
| Ende                       | 그만           |               | geuman           | Ende der Übung                                                  |
| Zurück zur Startposition   | 바로           |               | baro             |                                                                 |
| Bewegungsrichtung umdrehen | 돌아, 뒤로돌아 |               | dora, dwirodora  |                                                                 |

### Wettkampf-Kommandos
| Deutsch                        | Hangeul         | Hanja           | Romanisiert       | Erläuterung |
| ------------------------------ | --------------- | --------------- | ----------------- | ----------- |
| Trennen, Unterbrechung         | 갈려            |                 | gallyeo           |             |
| Weiterkämpfen                  | 계속            | 繼續            | gyesok            |             |
| Wettkampffarben: Rot Blau Weiß | 홍 청 백        | 紅 靑 白        | hong cheong baek  |             |
| Ein Punkt für (Farbe)          | (Farbe) 하나 득 | (Farbe) 하나 得 | (Farbe) hana deuk |             |
| 2 Punkte für (Farbe)           | (Farbe) 둘 득   | (Farbe) 둘 得   | (Farbe) dul deuk  |             |
| Minuspunkt                     | 감점            | 減點            | gamjeom           |             |
| Zeit zu Ende                   | 시간            | 時間            | sigan             |             |
| Sieger (Farbe)                 | (Farbe) 승      | (Farbe) 勝      | (Farbe) seung     |             |

## Bewegungsrichtungen
| Deutsch                                                       | Hangeul | Hanja | Romanisiert | Erläuterung                                                                |
| ------------------------------------------------------------- | ------- | ----- | ----------- | -------------------------------------------------------------------------- |
| Vorne                                                         | 앞      |       | ap          |                                                                            |
| Hinten                                                        | 뒤      |       | dwi         |                                                                            |
| Seitlich                                                      | 옆      |       | yeop        |                                                                            |
| Aufwärts, gehoben                                             | 추켜    |       | chukyeo     |                                                                            |
| Abwärts                                                       | 내려    |       | naeryeo     |                                                                            |
| Innen                                                         | 안      |       | an          |                                                                            |
| Nach innen                                                    | 안으로  |       | aneuro      |                                                                            |
| Außen                                                         | 바깥    |       | bakkat      |                                                                            |
| Nach außen                                                    | 밖으로  |       | bakkeuro    |                                                                            |
| Drehen                                                        | 돌아    |       | dora        |                                                                            |
| Gedreht, rund                                                 | 돌려    |       | dollyeo     |                                                                            |
| Im Sprung, gesprungen                                         | 뛰며    |       | ttwimyeo    |                                                                            |
| Rechts                                                        | 오른    |       | oreun       |                                                                            |
| Links                                                         | 왼      |       | oen         |                                                                            |
| in gerader Linie, (ganz) gerade, aufrecht, geradewegs, direkt | 바로    |       | baro        |                                                                            |
| Umgekehrt, entgegen, andersherum                              | 반대    | 反對  | bandae      |                                                                            |
| Untere Stufe                                                  | 하단    | 下段  | hadan       | Abwehr oder Angriff im Genital- oder Beinbereich (Körperzone "arae" s. u.) |
| Mittlere Stufe                                                | 중단    | 中段  | jungdan     | Abwehr oder Angriff im Bauch-/Brustbereich (Körperzone "momtong" s. u.)    |
| Obere Stufe                                                   | 상단    | 上段  | sangdan     | Abwehr oder Angriff im Hals-/Kopfbereich (Körperzone "eolgul" s. u.)       |

## Fußstellungen (seogi)
Je nach Taekwondo-Verband kann die Benennung der Fußstellungen und auch Abstand und Winkel der Füße unterschiedlich sein.
| Deutsch                   | Hangeul                | Hanja | Romanisiert                                 | Erläuterung |
| ------------------------- | ---------------------- | ----- | ------------------------------------------- | --- |
| Parallel-Stellung         | 나란히서기             |       | naranhi seogi                               | Grundstellung bei junbi. Beine schulterbreit auseinander, Füße zeigen beide nach vorne                                               |
| Vorwärts-Stellung         | 전굴서기 앞굽이        |       | jeongul seogi ap gubi                       | Gangstellung. Beine schulterbreit auseinander, Schrittstellung, Füße zeigen beide nach vorne. Gewicht zu 70 % auf dem vorderen Bein. |
| Rückwärts-Stellung        | 후굴서기 뒷굽이        |       | hugul seogi oder dwit gubi oder niunja sogi | L-Stellung. Beine schulterbreit auseinander, Füße bilden ein „L“, Gewicht zu 70 % auf dem hinteren Bein.                             |
| Seitwärts-Stellung        | 기마서기 oder 주춤서기 |       | gima seogi oder juchum seogi                | Reiterstellung. Beine zwei Schultern breit auseinander, Körper tief, beide Füße zeigen nach vorne.                                   |
| Geschlossene Stellung     | 모아서기               |       | moa seogi                                   | Füße zusammen, beide Füße zeigen nach vorne.                                                                                         |
| Achtung-Stellung          | 차렷서기               |       | charyeot seogi                              | V-Stellung. Hacken berühren sich, Füße 90° auseinander.                                                                              |
| Kampf-Stellung            | 구부려서기             |       | guburyeo seogi                              | auf einem Bein, das andere eng angezogen.                                                                                            |
| Starre Rückwärts-Stellung | 고정서기               |       | gojeong seogi                               | Ähnlich wie hugulseogi, aber das Gewicht ist auf beide Beine gleichmäßig verteilt.                                                   |
| Überkreuz-Stellung        | 교차서기               |       | gyocha seogi                                | Beide Beine sind überkreuz, das hintere Bein stützt mit dem Knie die Kniekehle des vorderen Beins.                                   |
| Tiefe Vorwärts-Stellung   | 낮춰서기               |       | natchwo seogi                               | Ähnlich wie jeongulseogi, aber Schrittstellung ist größer, Körperschwerpunkt demnach tiefer.                                         |
| Rückbein-Stellung         | 뒷발서기               |       | dwitbal seogi                               | Katzenstellung. Ähnlich L-Stellung, aber beide Füße sind näher beisammen, das vordere Bein ist nur auf dem Fußballen aufgestützt.    |

## Blocktechniken (makgi)
Blöcke werden mit dem Unterarm (Außenseite oder Innenseite), mit den Handkanten, mit Knie oder Unterschenkel ausgeführt, um gegnerische Schläge abzuwehren.

### Unterarm-Blöcke
| Deutsch                                  | Hangeul            | Hanja | Romanisiert                 | Erläuterung |
| ---------------------------------------- | ------------------ | ----- | --------------------------- | ----------- |
| Seitwärts-Block Unterarm-Innenseite      | 안 팔목 옆막기     |       | an palmok yeopmakgi         |             |
| Block unten Unterarm-Außenseite          | 바깥 팔목 하단막기 |       | bakkat palmok hadan makgi   |             |
| Block aufwärts Unterarm-Außenseite       | 바깥 팔목 추켜막기 |       | bakkat palmok chukyeo makgi |             |
| Doppelter äußerer Unterarm-Block         | 쌍 바깥 팔목막기   |       | ssang bakkat palmok makgi   |             |
| Block oben Unterarm-Außenseite           | 바깥 팔목 상단막기 |       | bakkat palmok sangdan makgi |             |
| Keil-Block Unterarm-Außenseite           | 바깥 팔목 헤쳐막기 |       | bakkat palmok hechyeo makgi |             |
| Zirkelförmiger Block Unterarm-Innenseite | 안 팔목 돌려막기   |       | an palmok dollyeo makgi     |             |

### Handkanten-Blöcke
| Deutsch                    | Hangeul       | Hanja | Romanisiert        | Erläuterung |
| -------------------------- | ------------- | ----- | ------------------ | ----------- |
| Doppelter Handkanten-Block | 쌍 수도막기   |       | ssang sudo makgi   |             |
| Unterarm-Schutz-Block      | 팔목 대비막기 |       | palmok daebi makgi |             |
| Handkanten-Schutz-Block    | 수도 대비막기 |       | sudo daebi makgi   |             |

### Knie-Blöcke
| Deutsch               | Hangeul       | Hanja | Romanisiert         | Erläuterung |
| --------------------- | ------------- | ----- | ------------------- | ----------- |
| Knie-Block nach innen | 안 무릎막기   |       | an mureup makgi     |             |
| Knie-Block nach außen | 바깥 무릎막기 |       | bakkat mureup makgi |             |

## Fauststöße (jireugi)
Die Bewegung beim Fauststoß kommt hauptsächlich aus der Schulter und dem Oberarm. Eine weitläufige Ausholbewegung entfällt also, um dem Gegner die Schlagabsicht nicht zu früh zu erkennen zu geben. Im letzten Moment vor dem Auftreffen im Ziel wird der Unterarm gedreht; dies verleiht zusätzliche Kraft und Effektivität. Der Treffpunkt ist ausschließlich der Zeige- und Mittelfingerknöchel der Faust.
| Deutsch                        | Hangeul     | Hanja | Romanisiert        | Erläuterung                        |
| ------------------------------ | ----------- | ----- | ------------------ | ---------------------------------- |
| Zeige- und Mittelfingerknöchel | 정권        |       | jeong-gwon         |                                    |
| Frontfauststoß                 | 정권 지르기 |       | jeong-gwon jireugi |                                    |
| doppelter Fauststoß            | 쌍권 지르기 |       | ssang-gwon jireugi | mit beiden Fäusten gleichzeitig    |
| doppelter Fauststoß            | 두번 지르기 |       | dubeon jireugi     | doppelter Fauststoß hintereinander |
| dreifacher Fauststoß           | 세번 지르기 |       | sebeon jireugi     | drei Fauststöße hintereinander     |
| umgedrehter Fauststoß          |             |       | Tyjibo jireugi     | Faustrücken zeigt nach unten       |
| Fauststoß nach oben            | 세워 지르기 |       | sewo jireugi       | Senkrechtfauststoß                 |

## Tritte (chagi)
Bei den Tritten unterscheidet man zwischen Schnapptritten und gedrehten Tritten. Beim Schnapptritt wird das angreifende Bein gebeugt an den Körper gezogen und dann kraftvoll nach vorne geschleudert. Dadurch können alle Beinmuskeln (Po, Oberschenkel und Unterschenkel) sowie die Hüfte am Kraftaufbau für den Tritt mitwirken. Beim gedrehten Tritt erfolgt die Beschleunigung des Beins mehr aus einer Körper- und/oder Hüftdrehung. Das Bein wird mitgeschwungen und quasi ins Ziel geschleudert.
Angreifende Flächen beim Tritt sind in der Regel Fußballen, Ferse, Fußspann oder Fußkante.
| Deutsch                     | Hangeul        | Hanja | Romanisiert           | Erläuterung                                                                                                 |
| --------------------------- | -------------- | ----- | --------------------- | --- |
| Vorwärts-Tritt              | 앞차기         |       | apchagi               | Schnapptritt nach vorne                                                                                     |
| Rückwärts-Tritt             | 뒤차기         |       | dwichagi              | Schnapptritt nach hinten                                                                                    |
| Abwärts–Tritt               | 내려차기       |       | naeryeochagi          | Axttritt, Fußabwärtsschlag. Treffpunkt ist die Hacke, Ziel kann die gegnerische Schulter oder Deckung sein. |
| Seitwärts-Tritt             | 옆차기         |       | yeopchagi             | Schnapptritt zur Seite                                                                                      |
| Spann-Tritt                 | 발등차기       |       | baldeungchagi         | beliebiger Tritt mit dem Fußspann, meistens ist der Halbkreistritt gemeint                                  |
| Halbkreistritt (Rund-Tritt) | 돌려차기       |       | dollyeochagi          | Rundkick von außen (mit Fußballen oder -spann)                                                              |
| Umgekehrter Halbkreis-Tritt | 반대 돌려차기  |       | bandae dollyeochagi   | rückwärts gedrehter Tritt, getroffen wird mit Ferse oder Sohle                                              |
| Kniestoß                    | 무릎차기       |       | mureupchagi           | |
| Gewundener Tritt            | 비틀어차기     |       | biteureochagi         | |
| (Schien-)Beintritt          | 다리 차기      |       | darichagi             | |
| Vertikaltritt               | 세워 안 차기   |       | Sewo-An-Chagi         | Vertikaltritt (von außen nach innen)                                                                        |
| Vertikaltritt               | 세워 바깥 차기 |       | Sewo-Bakkat-Chagi     | Vertikaltritt (innen nach außen)                                                                            |
| Spann-Halbkreistritt        | 발퉁 돌려 차기 |       | Baltung-Dolleyo-Chagi | Halbkreistritt mit dem Spann                                                                                |

## Stiche (tulki)
| Deutsch                          | Hangeul     | Hanja | Romanisiert       | Erläuterung |
| -------------------------------- | ----------- | ----- | ----------------- | ----------- |
| Senkrechter Fingerspitzen-Stich  | 청관수 툴키 |       | Chongkwansu Tulki |             |
| Waagerechter Fingerspitzen-Stich | 평관수 툴키 |       | Pyongkwansu Tulki |             |

## Schläge (taerigi)
| Deutsch                                | Hangeul            | Hanja | Romanisiert        | Erläuterung |
| -------------------------------------- | ------------------ | ----- | ------------------ | ----------- |
| Handkanten-Seitwärts-Schlag            | 수도 옆 때리기     |       | Sudo Yeop Taerigi  |             |
| Faustrücken-Schlag                     | 리권 때리기        |       | Rikwon Taerigi     |             |
| Handkanten-Schlag nach innen           | 수도 안으로 때리기 |       | Sudo Anuro Taerigi |             |
| Ellbogenschlag nach vorne (waagerecht) | 앞 팔굽 때리기     |       | Ap Palgup Taerigi  |             |

## Körperzonen
| Deutsch        | Hangeul | Hanja | Romanisiert | Erläuterung                          |
| -------------- | ------- | ----- | ----------- | ------------------------------------ |
| Gesicht        | 얼굴    |       | eolgul      | Oberhalb des Schlüsselbeins          |
| Rumpf          | 몸통    |       | momtong     | Vom Schlüsselbein bis zum Bauchnabel |
| Unterleibszone | 아래    |       | arae        | Vom Bauchnabel abwärts               |

## Körperteile
- Körper – mom, 몸
- Fuß – bal, 발
- Fußballen – apchuk, 앞축
- Fußsohle – balbadak, 발바닥
- Fußspann, Rist – baldeung, 발등
- Fußkante – ballal, 발날
- Handballen – batangson, 바탕손
- Handballen, Handfläche – janggwon, 장권, 掌拳
- Frontfaust – jeong-gwon, 정권
- Bein – dari 다리
- Taille – heori, 허리
- Fingerspitzen – gwansu, 관수, 貫手
- Faust – gwon, 권, 拳
- Hals – mok, 목
- Kopf – meori, 머리
- Knie – mureup, 무릎
- Kniekehle – ogeum, 오금
- Gesicht – eolgul, 얼굴
- Rumpf – momtong, 몸통
- Arm – pal, 팔
- Ellbogen – palgup, 팔굽
- Unterarm – palmok, 팔목
- Unterarm-Innenseite – an palmok, 안팔목
- Unterarm-Außenseite – bakkat palmok, 바깥팔목
- Faustrücken – rigwon, 리권
- Handgelenk – sonmok, 손목
- Handkante – sonnal; sudo 손날; 수도, 手刀
- Innenhandkante – sonnal deung; yeok sudo 손날등; 역수도
Daumenseite
- Seitenfaust – yukwon
(Faustboden)

## Zahlen
- 1 – hana, 하나
- 2 – dul, 둘
- 3 – set, 셋
- 4 – net, 넷
- 5 – daseot, 다섯
- 6 – yeoseot, 여섯
- 7 – ilgop, 일곱
- 8 – yeodeolp, 여덟
- 9 – ahop, 아홉
- 10 – yeol, 열
- 11 – yeol hana, 열하나
- 12 – yeol dul, 열둘
- 20 – seumul, 스물
- 21 – seumul hana, 스물하나
- 30 – seoreun, 서른
- 40 – maheun, 마흔
- 50 – swin, 쉰
- 60 – yesun, 예순
- 70 – ilheun, 일흔
- 80 – yeodeun, 여든
- 90 – aheun, 아흔
- 100 – baek, 백, 百

## Technik-Beschreibung
Um dem Schüler eine Technik vorzugeben, benutzt der Trainer in der Regel ein (mehr oder weniger) festgelegtes Kommandoschema:
Fußstellung – ausführender Körperteil – Körperhöhe/Stufe – Richtung – Seite – Abwehr-/Angriffsbenennung
Bei den Fußstellungen kann das Wort Seogi entfallen. Genauso kann der Kommandoteil entfallen, den zu nennen bei einer Technik unsinnig ist bzw. der sich von selbst ergibt.
Beispiele (zum besseren Verständnis mit – zwischen den einzelnen Kommandoteilen):
- Hugul (Seogi) – An Palmok – Chungdan – Bakkeuro – Paro – Yop – Makgi
L-Stellung – Innen-Unterarm – mittlere Stufe (Höhe) – nach außen – gleichseitig – seitlicher – Block
- Jeongul (Seogi) – Jeong-gwon – Sangdan – Pandae – Jireugi
Vorwärtsstellung – Faust – obere Stufe (Höhe) – ungleichseitig – Fauststoß
- Guburyeo (Seogi) – Chungdan – Ap Chagi
Kampfstellung – mittlere Stufe (Höhe) – Vorwärtstritt